# Люка (річка)
Люка (рос. Люка) — річка на Південному узбережжі Криму, права притока річки Бабу довжиною 2 кілометри . У книзі «Огляд річкових долин гірській частині Криму» Миколи Васильовича Рухлова, що вийшла в 1915 році, стверджувалося, що Люка, зливаючись зі струмком Камидерек, або Суат-Лар, утворює річку Сіаміс, яка і впадає в Дерекойку, іноді ця версія зустрічалася і в більш пізній час). Початок річки знаходиться в улоговині перевалу Лапата-Богаз, між відрогами Ялтинської яйли Кизил-Кая із заходу і Біюк-Лапата — зі сходу. Висоту витоку Микола Рухля визначав в 220 сажнів (приблизно 469 м). Річка тече по вузький крутій ущелині (кут падіння до 40 °), відомому водоспадами Люка, яких краєзнавці налічують від 4 до 9. Пересихає струмок Камдерек, також відомий водоспадами, прийнято вважати лівою притокою Люки. Люка впадає в Бабу біля південного порталу водоводної тунелі Щасливе — Ялта .